# Grodzisko w Motyczu
Grodzisko w Motyczu (zwane "Bębnem") znajduje się we wschodniej części Płaskowyżu Nałęczowskiego przy trakcie wiodącym z Lublina przez Wąwolnicę do Kazimierza nad Wisłą. Zlokalizowano je na lessowym cyplu prawego brzegu Czechówki. Cypel o długości około 300 m przy szerokości do 60 m, stanowi wyróżniającą się w krajobrazie jednostkę fozjograficzną. Większe wypłaszczenia na nim - podobnie jak i majdan grodziska - zajęte są pod uprawę, natomiast strome zbocza i obrzeże pokrywa gęsta, krzaczasta roślinność.
Przeprowadzona w latach sześćdziesiątych penetracja okolic wsi Motycz stała się podstawą do identyfikacji miejsca z pozostałością wczesnośredniowiecznego grodziska. Wiosną 1980 r. mieszkanka Motycza, pani Daniela Górniak, przyniosła do Zakładu Archeologii UMCS dużą ilość ceramiki datowanej na VIII-IX wiek. W ciągu następnych kilku dni rozpoznanie stanowiska przeprowadziły dr S. Hoczyk-Siwkowa i mgr M. Szewczyk-Libera. Stwierdziły one występowanie w sąsiedztwie "Bębna" ceramiki kultury pucharów lejkowatych i wczesnośredniowiecznej na obszarze kilku hektarów. W latach 1980–1983 wykonano pomiar grodziska i przeprowadzono na nim weryfikacyjno-sondażowe badania archeologiczne.
Pozostałości zewnętrznych, skrzyniowych konstrukcji wału od tej strony, a najprawdopodobniej także od strony północnej i wschodniej, zostały zniszczone podczas prac ziemnych, związanych z adaptacją wczesnośredniowiecznego grodziska na nowożytne fortalicjum, które na podstawie skromnych materiałów ceramicznych można datować nie wcześniej, jak na wiek XVII.
Makieta autorstwa Tomasza Krajewskiego, będąca rekonstrukcją gródka, dostępna jest dla zwiedzających w Pokoju Pamięci w Motyczu.